# Bandiera dell'Oklahoma
La bandiera dell'Oklahoma è composta da uno scudo in pelle di bisonte adornato da sette piume d'aquila, tipico della tribù degli Osage, con sopra un calumet della pace e un ramoscello d'ulivo, simboli della pace rispettivamente dei popoli indiani e dei bianchi, uniti in croce, su sfondo blu.
Nel 1982 venne adottato dallo Stato una premessa alla bandiera:
I salute the flag of the state of Oklahoma, its symbols of peace unite all people.
Traducibile in: Porgo il saluto alla bandiera dello stato dell'Oklahoma, i suoi simboli di pace uniscono tutti i popoli.

## Storia
La prima bandiera dello Stato dell'Oklahoma venne adottata nel 1911, quattro anni dopo l'annessione dello Stato agli USA. La bandiera era composta dal numero 46 (in quanto l'Oklahoma è stato il quarantaseiesimo Stato ad entrare a far parte dell'unione) all'interno di una stella a cinque punte bianca, bordata di blu, su sfondo rosso.
Nel 1925 venne istituito un concorso dalle Figlie della Rivoluzione Americana per cambiare la bandiera dello Stato, in quanto il colore rosso poteva essere messo associato con il colore del comunismo. Il concorso venne vinto da Louise Fluke, e la bandiera venne adottata dal 2 aprile 1925 senza la parola OKLAHOMA che venne aggiunta solo nel 1941.

## Bandiere storiche

Bandiera della Choctaw Nation of Oklahoma (1860-1911)
Bandiera dell'Oklahoma (1911-1925)
Bandiera dell'Oklahoma (1925-1941)
Bandiera dell'Oklahoma (1941-1988)
Bandiera dell'Oklahoma (1988-2006)